# Pieter-Jan Belder
Pieter-Jan Belder (ur. 1966) – klawesynista, flecista, klawikordzista i organista holenderski. Studiował grę na flecie prostym pod kierunkiem Ricardo Kanji w Koninklijk Conservatorium w Hadze oraz klawesyn pod kierunkiem Boba van Asperena w Sweelinck Conservatorium Amsterdam. W 2000 wygrał Międzynarodowy Konkurs Bachowski w Lipsku.
Ma w swoim dorobku wiele cenionych nagrań zarówno orkiestrowych, jak i solowych, głównie z epoki baroku. Nagrał solowo wiele dzieł klawesynowych Bacha. Jest założycielem zespołu kameralnego Musica Amphion.